# San Marino op de Olympische Winterspelen 1984
Tijdens de Olympische Winterspelen van 1984, die in Sarajevo (Joegoslavië) werden gehouden, nam San Marino voor de tweede keer deel.

## Deelnemers en resultaten

### Alpineskiën
| Olympiër           | Discipline       | Resultaat | Prestatie                          |
| ------------------ | ---------------- | --------- | ---------------------------------- |
| Christian Bollini  | reuzenslalom (m) | dnf-1     | opgave run 1                       |
| Christian Bollini  | slalom (m)       | 43e       | 2.40,04 (+1.00,63) 1.23,50+1.16,54 |
| Francesco Cardelli | reuzenslalom (m) | dnf-2     | opgave run 2                       |
| Francesco Cardelli | slalom (m)       | 40e       | 2.33,73 (+54,32) 1.17,67+1.16,06   |

### Langlaufen
| Olympiër           | Discipline | Resultaat | Prestatie            |
| ------------------ | ---------- | --------- | -------------------- |
| Andrea Sammaritani | 15 km (m)  | 83e       | 1:03.05,3 (+21.39,7) |
| Andrea Sammaritani | 30 km (m)  | 70e       | 2:26.55,9 (+57.59,6) |

Andorra · Argentinië · Australië · België · Bolivia · Bondsrepubliek Duitsland · Britse Maagdeneilanden · Bulgarije · Canada · Chili · China · Chinees Taipei · Costa Rica · Cyprus · Duitse Democratische Republiek · Egypte · Finland · Frankrijk · Griekenland · Groot-Brittannië · Hongarije · IJsland · Italië · Japan · Joegoslavië · Libanon · Liechtenstein · Marokko · Mexico · Monaco · Mongolië · Nederland · Nieuw-Zeeland · Noord-Korea · Noorwegen · Oostenrijk · Polen · Puerto Rico · Roemenië · San Marino · Senegal · Sovjet-Unie · Spanje · Tsjecho-Slowakije · Turkije · Verenigde Staten · Zuid-Korea · Zweden · Zwitserland